# Reakciómechanizmus

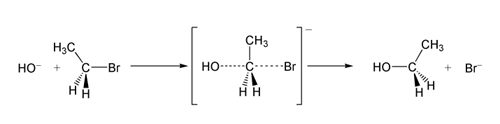
S_{N}2-reakció

A reakciómechanizmus  azon elemi reakciók lépésenkénti sorozata, melyek összességeként a bruttó kémiai átalakulás végbemegy.
Bár a legtöbb kémiai reakció esetén csak a nettó kémiai változás figyelhető meg, sok esetben megtervezhetők olyan kísérletek, melyek alapján következtetni lehet a reakciómechanizmus lehetséges lépéseinek egymásutánjára. Napjainkban az elektrospray ionizációs tömegspektrometriát használják több szerves kémiai reakció javasolt mechanizmusának igazolására.

## Leírás
A mechanizmus részletesen leírja, hogy pontosan mi történik egy kémiai átalakulás egyes lépéseiben. Megadja az egyes átmeneti állapotokat, azt, hogy mely kötések szakadnak fel (és milyen sorrendben), milyen kötések (és milyen sorrendben) alakulnak ki, és mekkora az egyes lépések egymáshoz viszonyított sebessége. A teljes mechanizmusnak számot kell adnia az összes reaktánsról, a katalizátor szerepéről, a sztereokémiáról, minden képződött termékről és azok mennyiségéről.
A reakciómechanizmusnak meg kell magyaráznia a molekulák reakcióinak sorrendjét. Gyakran ami egy lépésben végbemenő átalakulásnak tűnik, az valójában egy több lépéses reakció.

## Példa
Tekintsük az alábbi reakciót:
CO + NO2 → CO2 + NO
Ebben az esetben kísérletileg meghatározták, hogy a reakció a következő sebességi egyenlet szerint játszódik le: {\displaystyle R=k[NO_{2}]^{2}}. Ez alapján egy lehetséges mechanizmus:
2 NO2 → NO3 + NO (lassú)
NO3 + CO → NO2 + CO2 (gyors)
Az egyes lépéseket elemi reakciónak nevezzük, és mindegyikhez külön sebességi egyenlet és molekularitás tartozik. Az elemi reakciók összegének ki kell adnia az eredeti reakciót.
A teljes reakció sebességi egyenletének megállapításakor a leglassabb lépés a sebességmeghatározó lépés. Mivel a fenti reakcióban az első lépés a lassú, ez a sebességmeghatározó lépés. Mivel ebben a lépésben két NO2 molekula ütközik össze, ez egy bimolekulás reakció, melynek sebességi egyenlete {\displaystyle R=k[NO_{2}]^{2}}. Ha a reakció mindkét oldalán szereplő molekulákat kiejtjük, akkor visszakapjuk az eredeti reakciót.
Az egyik első szerves kémiai reakciómechanizmust 1903-ban javasolta A. J. Lapworth a benzoin-kondenzáció leírására.

## Molekularitás
A kémiában a molekularitás az egyetlen reakciólépésben ütköző (azaz az ütközési komplexet kialakító) egyedi molekulák száma.
- Az egy molekulát tartalmazó reakciót unimolekulásnak nevezzük.
- A két molekulát tartalmazó reakciót bimolekulásnak nevezzük.
- A három molekulát tartalmazó reakciót  termolekulásnak nevezzük.[3]

## Fordítás
Ez a szócikk részben vagy egészben a Reaction mechanism című angol Wikipédia-szócikk ezen változatának fordításán alapul.  Az eredeti cikk szerkesztőit annak laptörténete sorolja fel. Ez a jelzés csupán a megfogalmazás eredetét és a szerzői jogokat jelzi, nem szolgál a cikkben szereplő információk forrásmegjelöléseként.